# Saint-Ambreuil
Saint-Ambreuil ist eine französische Gemeinde mit 525 Einwohnern (Stand: 1. Januar 2022) im Département Saône-et-Loire in der Region Bourgogne-Franche-Comté; sie gehört zum Arrondissement Chalon-sur-Saône und ist Teil des Kantons Tournus (bis 2015: Kanton Sennecey-le-Grand).

## Geografie
Saint-Ambreuil liegt etwa neun Kilometer südlich von Chalon-sur-Saône am  Grosne. Umgeben wird Saint-Ambreuil von den Nachbargemeinden La Charmée im Norden, Varennes-le-Grand im Norden und Nordosten, Saint-Cyr im Osten, Beaumont-sur-Grosne im Südosten, Laives im Süden, Lalheue im Süden und Südwesten, Messey-sur-Grosne im Westen und Südwesten, Jully-lès-Buxy im Westen und Nordwesten sowie Saint-Germain-lès-Buxy im Nordwesten.

## Bevölkerungsentwicklung
| Jahr                      | 1936 | 1954 | 1962 | 1968 | 1975 | 1982 | 1990 | 1999 | 2006 | 2013 |
| Einwohner                 | 332  | 287  | 314  | 313  | 328  | 351  | 415  | 479  | 535  | 538  |
| Quelle: Cassini und INSEE |      |      |      |      |      |      |      |      |      |      |

## Sehenswürdigkeiten
- Zisterzienserkloster La Ferté, 1113 als erstes Tochterkloster von Cîteaux gegründet, 1791 aufgelöst
- Kirche Saint-Ambroise aus dem 12. Jahrhundert
- Schloss La Ferté aus dem 18. Jahrhundert

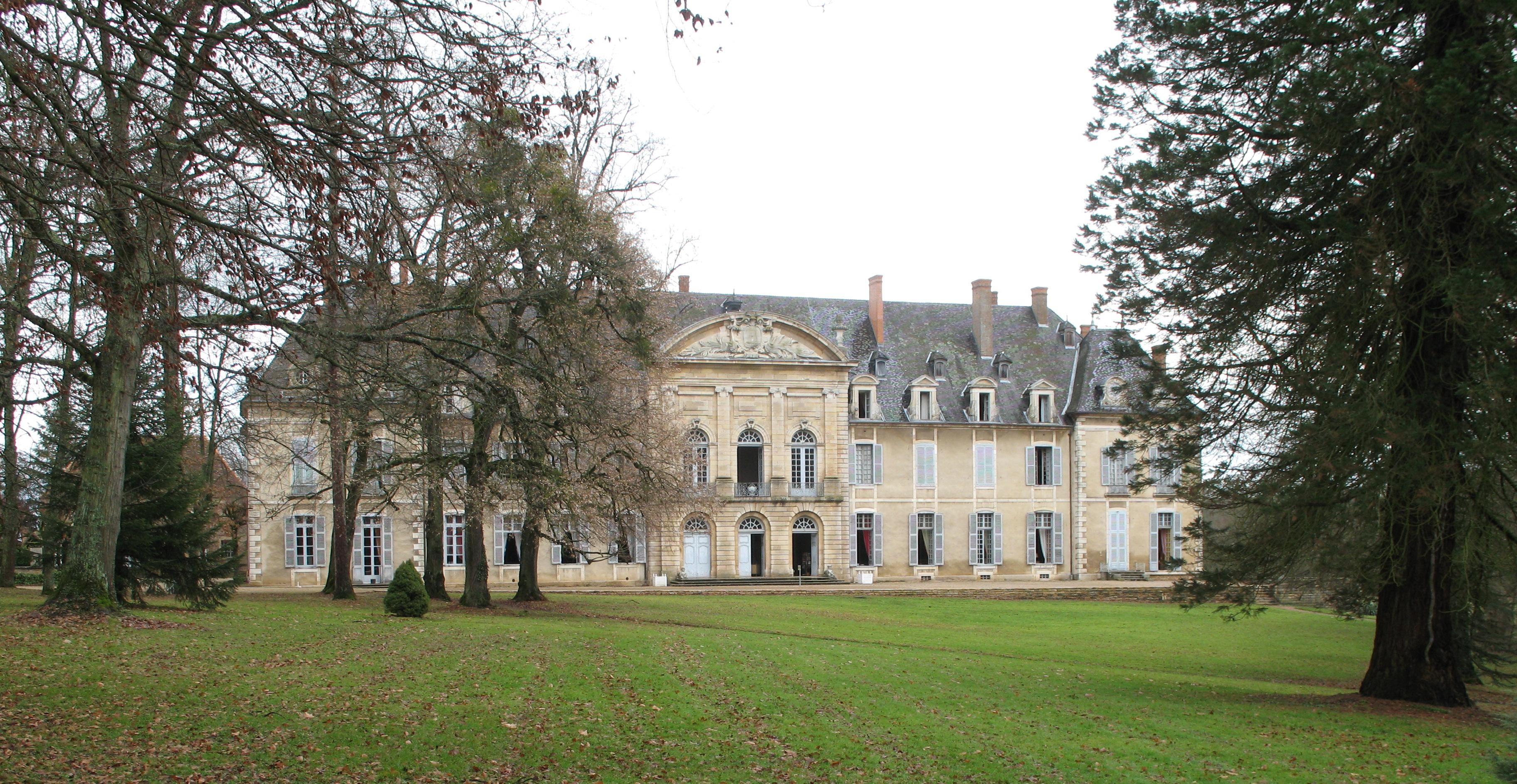
Schloss La Ferté

## Persönlichkeiten
- Adolphe Déchenaud (1868–1926), Maler